# Sein braunes Mädel
Sein braunes Mädel ist ein deutsches Stummfilmmelodram aus dem Jahre 1914 von Hans Oberländer mit Erna Morena in der Titelrolle.

## Handlung
Die simple, in Ungarn angesiedelte Handlung erzählt von der ungezügelten Liebe zwischen einem heißblütigen, rassigen „Zigeunermädel“ und einem edlen Grafen. Der Edelmann aus der Puszta, der eigentlich unter seinesgleichen auf Brautschau gehen sollte, verliebt sich unsterblich in sein braunes Mädel, wie der Filmtitel die Titelheldin bezeichnet, was zwangsläufig Konflikte gesellschaftlicher Art mit sich bringt. Die ihm vorbestimmte Komtess Aranka muss zusehen, wie der stolze Graf mehr und mehr in die Fänge der leidenschaftlichen Konkurrentin gerät und damit jede Kontrolle über sich verliert, was letztlich nicht gut enden kann.

## Produktionsnotizen
Sein braunes Mädel entstand im Messter-Film-Atelier in Berlins Blücherstraße 32, passierte im Juli 1914 mit Jugendverbot die Filmzensur und wurde bald darauf uraufgeführt. Der Dreiakter hatte eine Länge von rund 945 Metern.

## Kritik
Die Kinematographische Rundschau befand: „Der Wert dieses Filmbildes liegt in der äußerst lebensvollen Darstellung der Zigeunerin durch Erna Morena, die für diesen Charakter die ganze katzenartige Geschmeidigkeit und Wildrassigkeit ihrer Persönlichkeit einsetzt“.
Das Grazer Volksblatt schrieb: „Erna Morena als wildes Zigeunerkind steht auf der Höhe ihrer Darstellungskunst.“